# Antonia (Modigliani)
Pour les articles homonymes, voir Antonia.
Antonia est une peinture à l'huile sur toile (82 × 46 cm), réalisée en 1915 par le peintre italien Amedeo Modigliani.
Elle est conservée au Musée de l'Orangerie à Paris.

## Description
On ne connaît pas l'identité du modèle, mais son nom est reporté par le peintre, comme à son habitude, en haut à gauche. Antonia est représentée assise, ses mains sur ses genoux. Au fond, un rideau et une fenêtre qui dévoile un paysage.
Modigliani interprète le cadre comme un ensemble, laissant transparaître, par endroits, l'influence qu'a eue sur lui, l'art cubiste.